# Nickelodeon Movies
Nickelodeon Movies — американська компанія, займається створенням та поширенням художніх і мультиплікаційних фільмів, заснованих на програмах каналу Nickelodeon.
Компанія заснована в 1995 році. Перший фільм «Шпигунка Геррієт» випущений в 1996 році спільно з Paramount Pictures. 21 серпня 2006 року стала частиною компанії Paramount Pictures. Станом на 2020 рік, Губка Боб Квадратні Штани, персонаж з Nicktoon з тим же ім'ям, являється талісманом студії, те ж саме для Nickelodeon та його студії анімації.

## Фільми
| Назва фільму                                       | Реліз фільму                                                | Студія(ї) | Бюджет    | Касові збори |
| -------------------------------------------------- | ----------------------------------------------------------- | --- | --------- | ------------ |
| Шпигунка Геррієт                                   | 10 липня 1996 року                                          | Paramount Pictures / Rastar | $13 млн   | $26,570,048  |
| Чудовий гамбургер                                  | 25 липня 1997 року                                          | Paramount Pictures / Tollin/Robbins Productions                                                                                   | $9 млн    | $23,712,993  |
| Карапузи                                           | 20 листопада 1998 року                                      | Paramount Pictures / Klasky Csupo                                                                                                 | $21 млн   | $140,894,675 |
| Сніговий день                                      | 11 лютого 2000 року                                         | Paramount Pictures / C.O.R.E. | $13 млн   | $62,464,731  |
| Карапузи у Парижі                                  | 17 листопада 2000 року                                      | Klasky Csupo | $30 млн   | $103,291,131 |
| Джиммі Нейтрон: Хлопчик-геній                      | 21 грудня 2001 року                                         | O Entertainment / DNA Productions                                                                                                 | $30 млн   | $102,992,536 |
| Ті, що зупинили час                                | 29 березня 2002 року                                        | Valhalla Motion Pictures | $26 млн   | $38,793,283  |
| Фільм Арнольд                                      | 28 червня 2002 року                                         | Paramount Pictures / Nickelodeon Animation Studio / Snee-Oosh, Inc                                                                | $3-4 млн  | $15,249,308  |
| Дика сімейка Торнберрі                             | 20 грудня 2002 року                                         | Paramount Pictures / Klasky Csupo                                                                                                 | $35 млн   | $60,694,737  |
| Карапузи зустрічаються з Торнберрі                 | 13 червня 2003 року                                         | Paramount Pictures / Klasky Csupo                                                                                                 | $25 млн   | $55,405,466  |
| Губка Боб Квадратні Штани                          | 19 листопада 2004 року                                      | Paramount Pictures / Nickelodeon Animation Studio / United Plankton Pictures                                                      | $30 млн   | $140,161,792 |
| Лемоні Снікет: Тридцять три нещастя                | 17 грудня 2004 року (США) 30 грудня 2004 року (Україна)     | DreamWorks Pictures / Parkes/MacDonald Productions                                                                                | $142 млн  | $209,073,645 |
| Божевільні бальні танці                            | 13 травня 2005 року                                         | Paramount Classics / Just One Productions                                                                                         |           | $8,117,961   |
| Твої, мої і наші                                   | 23 листопада 2005 року (США) 23 березня 2006 року (Україна) | Robert Simonds Company / Metro-Goldwyn-Mayer / Columbia Pictures                                                                  | $45 млн   | $72,028,752  |
| Суперначо                                          | 16 червня 2006 року                                         | HH Films / Black & White Productions                                                                                              | $35 млн   | $99,255,460  |
| Роги та копита                                     | 4 серпня 2006 року (США) 14 грудня 2006 року (Україна)      | Paramount Pictures / O Entertainment                                                                                              | $52 млн   | $108,000,000 |
| Павутиння Шарлотти                                 | 15 грудня 2006 року (США) 1 січня 2007 року (Україна)       | Paramount Pictures / Walden Media                                                                                                 | $85 млн   | $144,877,632 |
| Хроніки Спайдервіка                                | 14 лютого 2008 року (США) 13 березня 2008 року (Україна)    | Paramount Pictures / The Kennedy/Marshall Company                                                                                 | $90 млн   | $162,899,667 |
| Ангус, стрінги і французькі цілунки                | 25 липня 2008 року                                          | Paramount Pictures | $1 млн    | $13,835,569  |
| Готель для собак                                   | 16 січня 2009 року (США) 19 лютого 2009 року (Україна)      | DreamWorks Pictures / Cold Spring Pictures / The Donners' Company / Montecito Picture Company                                     | $75 млн   | $117,000,198 |
| Уяви собі                                          | 12 червня 2009 року                                         | Paramount Pictures | $55 млн   | $22,985,194  |
| Останній володар стихій                            | 1 липня 2010 року (США) 8 липня 2010 року (Україна)         | Paramount Pictures / The Kennedy/Marshall Company / Blinding Edge Pictures                                                        | $150 млн  | $319,713,881 |
| Ранго                                              | 4 березня 2011 року (США) 17 березня 2011 року (Україна)    | Blind Wink Productions / GK Films / Industrial Light & Magic                                                                      | $135 млн  | $245,724,603 |
| Пригоди Тінтіна: Таємниця «Єдинорога»              | 3 листопада 2011 року (Україна) 21 грудня 2011 року (США)   | Paramount Pictures / Columbia Pictures / DreamWorks Pictures / Amblin Entertainment / Marshall Company / Hemisphere Media Capital | $140 млн  | $374,000,000 |
| Курдупель                                          | 26 жовтня 2012 року                                         | Paramount Pictures / Anonymous Content                                                                                            | $14 млн   | $9,402,410   |
| Підлітки-мутанти. Черепашки-ніндзя                 | 8 серпня 2014 року (США) 14 серпня 2014 року (Україна)      | Paramount Pictures / Platinum Dunes                                                                                               | $125 млн  | $485,004,754 |
| Губка Боб: Життя на суші                           | 5 лютого 2015 року (Україна) 6 лютого 2015 року (США)       | Nickelodeon / Paramount Pictures / United Plankton Pictures                                                                       | $74 млн   | $325,186,032 |
| Підлітки-мутанти. Черепашки-ніндзя 2               | 2 червня 2016 року (Україна) 3 червня 2016 року (США)       | Nickelodeon / Paramount Pictures / Platinum Dunes                                                                                 | $135 млн  | $245,623,848 |
| Автомонстри                                        | 5 січня 2017 року (Україна) 13 січня 2017 року (США)        | Paramount Pictures | $125 млн  | $64,493,915  |
| Диво-парк                                          | 13 березня 2019 року (США) 21 березня 2019 року (Україна)   | Paramount Pictures / Ilion Animation Studios                                                                                      | $90 млн   | $119,559,110 |
| Дора і загублене місто                             | 31 липня 2019 року (США) 15 серпня 2019 року (Україна)      | Paramount Pictures / Paramount Players / Walden Media / Media Rights Capital                                                      | $49 млн   | $120,597,108 |
| Ігри з вогнем                                      | 8 листопада 2019 року (США) 26 грудня 2019 року (Україна)   | Paramount Players / Walden Media / Broken Road Productions                                                                        | $29.9 млн | $69,412,425  |
| Губка Боб: Втеча Губки                             | 14 серпня 2020 року                                         | Paramount Pictures / Paramount Animation / Mikros Image / Media Rights Capital                                                    | $60 млн   | $4,810,790   |
| Щенячий патруль у кіно                             | 19 серпня 2021 року (Україна) 20 серпня 2021 року (США)     | Paramount Pictures / Spin Master Entertainment / Mikros Image                                                                     | $26 млн   | $144,327,371 |
| Гучний дім. Фільм                                  | 20 серпня 2021 року                                         | Netflix | —         | —            |
| The J Team                                         | 3 вересня 2021 року                                         | Paramount+ / AwesomenessTV | —         | —            |
| Лапи гніву: Легенда про Самурая                    | 15 липня 2022 року (США) 8 грудня 2022 року (Україна)       | Paramount Pictures / Flying Tiger Development / Align / GFM Animation / HB Wink Animation / Aniventure / Cinesite                 | $45 млн   | $42,431,358  |
| Еволюція Черепашок-ніндзя: Фільм                   | 5 серпня 2022 року                                          | Netflix | —         | —            |
| Підлітки-мутанти Черепашки-ніндзя: Погром мутантів | 2 серпня 2023 року                                          | Paramount Pictures / Point Grey Pictures                                                                                          | $70 млн   | $180,513,586 |
| Щенячий Патруль: Мегакіно                          | 29 вересня 2023 року (США) 5 жовтня 2023 року (Україна)     | Paramount Pictures / Spin Master Entertainment / Mikros Image                                                                     | $30 млн   | $149,902,255 |